# Орлова, Надежда Леонидовна
Надежда Леонидовна Куляша (в девичестве — Орлова; 12 ноября 1961, Свердловск-44, Свердловская область — 6 сентября 2021, Днепр) — советская и украинская волейболистка, нападающая. Мастер спорта СССР международного класса (1981).

## Биография
Родилась 12 ноября 1961 года в закрытом городе Свердловске-44 (ныне — город Новоуральск Свердловской области). В 1991 году окончила Днепропетровский государственный институт физической культуры.
Выступала за команды «Уралочка-НТМК» (Свердловск), «Локомотив» (Днепропетровск), «Эмлякбанкаши» (Анкара).
Была директором ОДЮСШ Днепропетровска по игровым видам спорта.
Умерла 6 сентября 2021 года в городе Днепре.

## Достижения

### Со сборной
- Чемпионка Европы среди молодежных команд (1979)
- Серебряный призёр чемпионата Европы (1981)
- Бронзовый призёр Кубка мира (1981)
- Участница чемпионата мира (1982)

### С клубами
- Трёхкратная обладательница Кубка Европейских чемпионов (1981, 1982, 1983)
- Двукратная чемпионка СССР (1981, 1982), бронзовый призёр чемпионата СССР (1983)
- Чемпионка Турции (1992)